# صفاء فتحي
صفاء فتحي (17 يوليو 1958 )، شاعرة ومخرجة أفلام وثائقية وكاتبة مسرحية وكاتبة مقالات مصرية. اشتهرت بفيلمها «دريدا في مكان اخر» ؛ هو فيلم وثائقي يركز على حياة ومفاهيم الفيلسوف المثير للجدل جاك دريدا.

## بداية حياتها والمشوار المهني
ولدت صفاء فتحي في المنيا، في صعيد مصر في 17 يوليو 1958 . درست الأدب الإنجليزي في القاهرة. شاركت في الحركات الطلابية في مصر لكنها لاحقا غادرت البلاد واستقرت في باريس عام 1981. في عام 1987 عملت كمساعدة مخرج في المسرح الألماني في شرق برلين . عملت صفاء مع هاينر موللر عام 1990. أنهت رسالة الدكتوراة خاصتها من جامعة السوربون عام 1993. كانت رسالتها عن الشاعر الألماني برتولت بريشت . قبل أن تصبح مخرجة أفلام، عملت صفاء كمخرجة مسرحية.
تعمل صفاء فتحي حاليا كمديرة برامج بالكلية الدولية للفلسفة في باريس .

## الشعر

### المجموعات
- ثورة وحائط نعبره . مجموعة باللغة العربية .
- اسم يسعى في زجاجة
- الحشيش ( ردمك 9789689246138 ، كتاب شعري يرافقه فيلم، الوادي الخفي ) جمع باللغتي الأسبانية والألمانية، طبعة مجهولة الرقم، المكسيك .
- حيث لا نولد، جمع باللغتين العربية والفرنسية .
- عرائس خشبية صغيرة تسبح في سموات المنيا وبرلين
- ...وليلة

### في الأحجام الجماعية
- لغتي هي أرض بلادي.
- مختارات من الشاعرات العربيات المعاصرات[4] .

## أفلام مختارة

### وثائقية
- محمد ينجو من الماء، باريس.
- دردشة سقطرى، اليونيسكو، اليمن.
- دريدا من جهة أخرى، ارتي، فرنسا.
- غازية، راقصات من مصر، كانال بلس، فرنسا.
- الوجوه الخفية.

### خيالية
- اسم في البحر، كتابة صفاء فتحي، قراءة جاك دريدا.
- الصمت، فيلم روائي قصير قصيرة.

## المسرح
- المحنة، ارهاب ( ردمك : 9782872823796  ، 2004 ) .

## الكتب
- تحويل الكلمات، مع جاك دريدا[5] .

## المقالات والكتابات الأخرى

### عن الفلسفة والسياسة
- دريدا في قلمرية، قلمرية، البرتغال، 2006 .
- طيف المستقبل في كراسات هيرن لجاك دريدا، 2005 .
- دريدا، المخرج أو الممثل، 2004 .
- شفافية الحلال، تجاوز الحرام. فاكارم، 2002 .

### عن الشعر والمسرح والسينما
- الوقت / الضوء والصحراء. الكشف عن الظلام . ( اللغة الأسبانية 2010 ) .
- رفع الأشرعة: أنثى الأوديسة عبر البحر المتوسط، 1999 .
- خلافات ونزاعات، خرائط من الشعر المصري . عمل ساخر، إشبيليه، أسبانيا، 1998 .
- المنفى، من أجل رشدي، دار شر الديكوفيرت، باريس، 1993 .

## وصلات أخرى
- Safaa Fathy at the Internet Movie Database
- (Safaa Fathy in libraries (الفهرس العالمي catalog
- (Safaa Fathy at Allocine. (French
- (Review of Derrida's Elsewhere, Reginald Lilly, The French Review, Vol. 77, No. 2 (Dec., 2003

## روابط خارجية
- صفاء فتحي على موقع IMDb (الإنجليزية)